# Begonia garuvae
Espèce
Begonia garuvae est une espèce de plantes de la famille des Begoniaceae.
L'espèce fait partie de la section Pritzelia.
Elle a été décrite en 1971 par Lyman Bradford Smith (1904-1997) et Ruth C. Smith.

## Répartition géographique
Cette espèce est originaire du pays suivant : Brésil.